# Alix Strachey
Pour les articles homonymes, voir Strachey.
Alix Strachey, née le 4 juin 1892 à Nutley (New Jersey) et morte le 28 avril 1973 à Londres, est une psychanalyste britannique. Elle est traductrice d'ouvrages psychanalytiques et participe à la Standard Edition des œuvres psychanalytiques de Sigmund Freud avec James Strachey.

## Biographie
Née dans le New Jersey, elle est la fille de Mary Sargant Florence, peintre et féministe britannique, et du musicien américain Henry Smyth Florence, et la sœur de l'économiste et universitaire britannique Philip Sargant Florence. Sa famille maternelle est une famille de notables de Birmingham, ville dont son arrière-grand-père a été maire. Son grand-père est un juriste spécialiste des mutations de propriétés, diplômé de Cambridge, sa tante maternelle, Ethel Sargant est la première femme présidente de la section botanique de la British Association for the Advancement of Science. Le père d'Alix meurt de noyade alors qu'elle est âgée six semaines, sa mère se réinstalle alors définitivement en Angleterre, avec ses deux enfants. Les premières années d'Alix se déroulent dans une atmosphère artistique, entre l'atelier de peintre de sa mère à Chelsea, une maison dans le Sussex, près de la demeure familiale des Sargant, puis dans le Buckinghamshire à partir de 1898, et plusieurs séjours à Dresde et à Paris. Après quelques leçons particulières, elle va à l'école élémentaire à Londres, puis fait ses études secondaires en 1905-1910, à la Bedales School, école rattachée au courant de l'éducation nouvelle. Elle s'inscrit à la Slade School of Art à Londres, où sa mère avait fait ses études, mais n'est pas intéressée par une carrière artistique et quitte l'école au bout d'un an. Elle étudie au Newnham College, collège non mixte de l'université de Cambridge, en 1911-1914, et obtient son diplôme de langues modernes. À Cambridge, elle se lie avec le Bloomsbury Group. Après son diplôme, elle entreprend un voyage en Europe, en Finlande et Russie où elle se trouve bloquée en août 1914, par le déclenchement de la Première Guerre mondiale. Elle met les quelques mois qu'elle doit y passer à profit pour apprendre le russe.
Alix vit à Bloomsbury de son retour de Russie jusqu'en janvier 1917, avec son frère. Elle se lie avec les membres du Bloomsbury Group, notamment John Keynes, plusieurs Strachey, Dora Carrington et notamment James Strachey. Elle a fait sa connaissance en 1910, à une université d'été de la Société fabienne, mais ils ne se lient qu'en 1915. Ils se marient en 1920 et entreprennent aussitôt un séjour à travers l'Europe, avec une étape à Vienne, où ils font tous deux une analyse avec Sigmund Freud (1920-1922). James Strachey a demandé à être introduit auprès de Freud par Ernest Jones, et Jones avait fait part à Freud de son désir de devenir analyste. Dès cette période, qui a duré deux ans, ils traduisent des ouvrages de Freud en anglais. Alix interrompt son analyse du fait d'une pneumonie sévère qui l'oblige à quitter Vienne. Freud lui remet une lettre attestant que, selon lui, elle est suffisamment qualifiée pour devenir analyste.

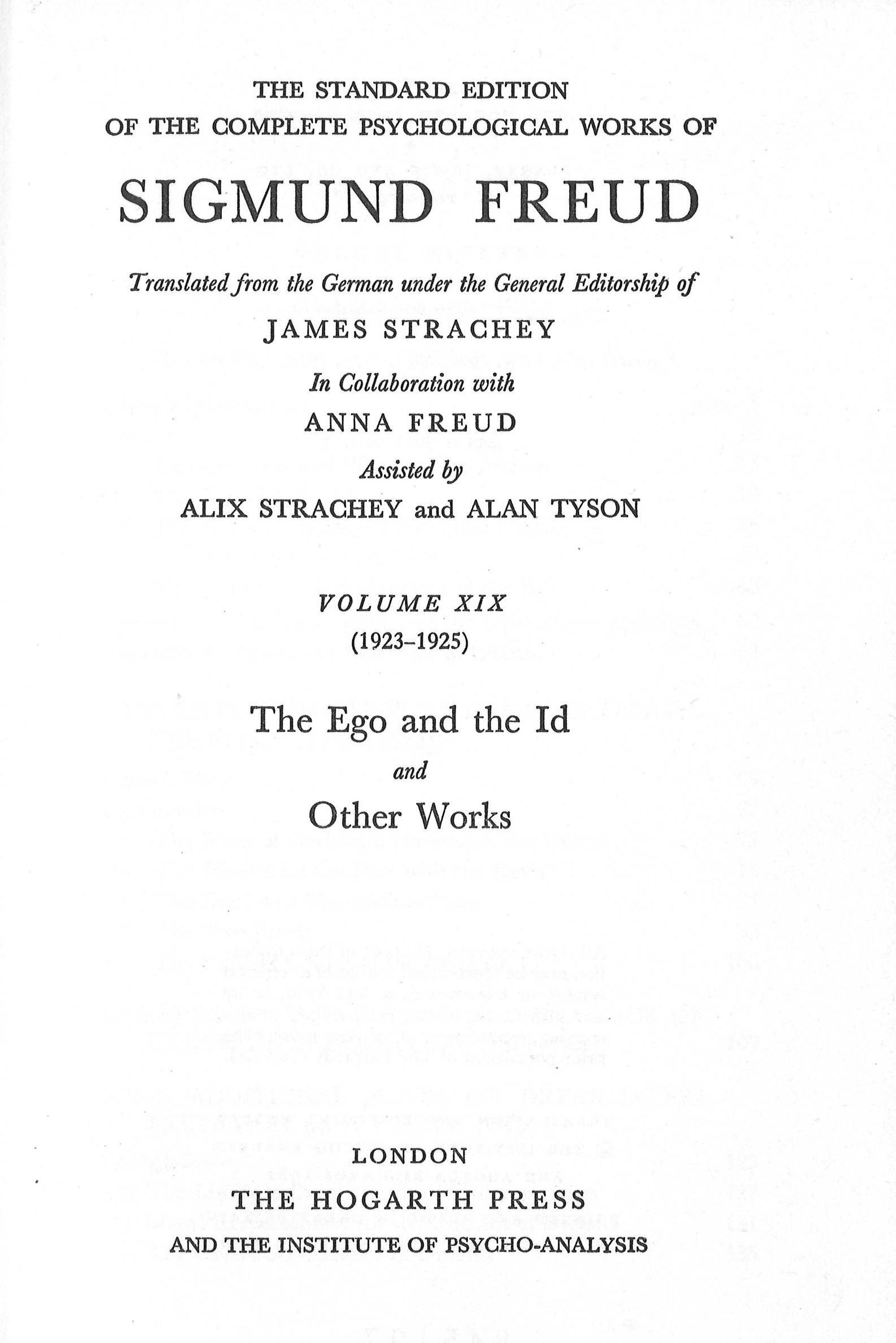
Couverture du volume XIX

À son retour à Londres, elle est acceptée comme membre associée de la Société britannique de psychanalyse en 1922, puis comme membre titulaire en 1923. À la suggestion de Freud, elle reprend une analyse avec Karl Abraham, en 1924, à Berlin, alors que James reste à Londres.
Elle se tient éloignée des controverses théoriques, tout comme James Strachey, qui témoigne de son étonnement dans une lettre qu'il lui adresse, lors la crise provoquée, au sein de la société psychanalytique de Vienne, sur les idées d'Otto Rank sur le traumatisme de la naissance et sa rupture avec Freud. Dans une autre lettre écrite à Berlin, elle-même se montre atterrée par l'hostilité témoignée envers Melanie Klein lorsqu'elle présente une communication sur la psychanalyse des enfants, à la Société allemande de psychanalyse.
En 1925, Alix Strachey s'est liée avec Melanie Klein, elle aussi en analyse avec Karl Abraham. Elle traduit plusieurs de ses conférences, et presse Ernest Jones de l'inviter à Londres. Elle organise avec son mari et plusieurs membres de la Société britannique de psychanalyse la série de conférences à Londres, qui se tient chez Adrian Stephen et Karin Stephen, liés au Bloomsbury Group et analystes en formation à la Société britannique. L'analyse d'Alix Strachey s'interrompt du fait de la détérioration de l'état de santé d'Abraham, et elle finit par rentrer à Londres, où elle reprend une analyse avec Edward Glover. Sans adhérer formellement au kleinisme, Strachey est impressionnée par son expérience clinique en ce qui concerne l'analyse des enfants, et le foisonnement de ses intuitions théorico-cliniques. Elle traduit notamment en anglais La Psychanalyse des enfants.
Tout en participant à la vie de la Société britannique de psychanalyse, elle n'exerce pratiquement pas comme analyste et c'est surtout dans le domaine de la traduction que son œuvre est importante. Elle traduit des ouvrages de Karl Abraham, puis La Psychanalyse des enfants de Melanie Klein, en 1932 en collaboration avec Douglas Bryan, Symptôme et angoisse de Freud en 1936, et publie en 1943 A New German-English Psychoanalytical Vocabulary, index des termes employés par Freud, qui sert de référence lors de l'établissement de l'édition de la Standard Edition of the Complete Psychological Works of Sigmund Freud en langue anglaise, entreprise par James Strachey dès la fin des années 1940 avec l'appui de la Société britannique de psychanalyse, à laquelle elle collabore.
James et Alix Strachey ont des liens personnels forts avec le groupe de Bloomsbury. Leonard Woolf, grand ami de Lytton Strachey répond très favorablement à la suggestion de James que les Hogarth Press publie les œuvres psychanalytiques de Freud en anglais.
Elle apparaît plutôt éloignée des aspirations féministes de sa mère, Mary Sargant Florence ou de ses belles-sœurs, Pippa Strachey, Pernel Strachey et Ray Strachey, mais montre un fort intérêt pour les questions liées à la nature féminine et à la différences entre hommes et femmes. Elle investigue ces questions dans son livre The Unconscious Motives of War (1957) qui est recensé dans le Times Literary Supplement, Sociological Review et Political Science Quaterly, et réédité en 1960 ainsi que la question de comprendre si la psychanalyse peut aider à comprendre les guerres et à les faire cesser.
Elle publie un autre ouvrage, The Psychology of Nationhood (1960). Sa correspondance et celle de James Strachey, environ un millier de lettres, sont conservées à la British Library, éditées en 1985 sous le titre Bloomsbury/Freud: The Letters of James and Alix Strachey, 1924-25
En 1956, Alix et James quittent l'appartement qu'ils occupent au 41 Gordon Square, et se retirent à la campagne, dans la maison léguée par la mère d'Alix, à Lord's Wood, Marlow, dans le Buckinghamshire. Frances Partridge et Michael Holroyd, qui leur rendent visite, apportent quelques témoignages sur leur organisation. Alix poursuit le travail de traduction de Freud, jusqu'à sa mort en 1972.

## Publications

### Ouvrages
- A New German-English Psychoanalytical Vocabulary, Published for the Institute of Psycho-analysis by Ballière. Tindall and Cox, 1943, 84 p. (ASIN B0007FQ5FM).
- The Unconscious Motives of War, New York, Universities Press, 1956 / Allen & Urwin, 1957, 283 p. (ASIN B0000CJNF4)[23].
- The Psychology of Nationhood (1960)

### Traductions
- Selected Papers of Karl Abraham [on Psycho-analysis]
- Sigmund Freud, Inhibitions, Symptoms and Anxiety, 1936.
- Melanie Klein, The Psycho-Analysis of Children, Delacorte Press/Seymour Lawrence, rééd.1975,  (ISBN 978-0440060857)
- (Collaboration) The Standard Edition of the Complete Psychological Works of Sigmund Freud